# زانوگی
زانوگی (به لاتین: Zanoge) یک منطقهٔ مسکونی در بلغارستان است که در شهرستان اسووگ واقع شده‌است.